# Hans Ley

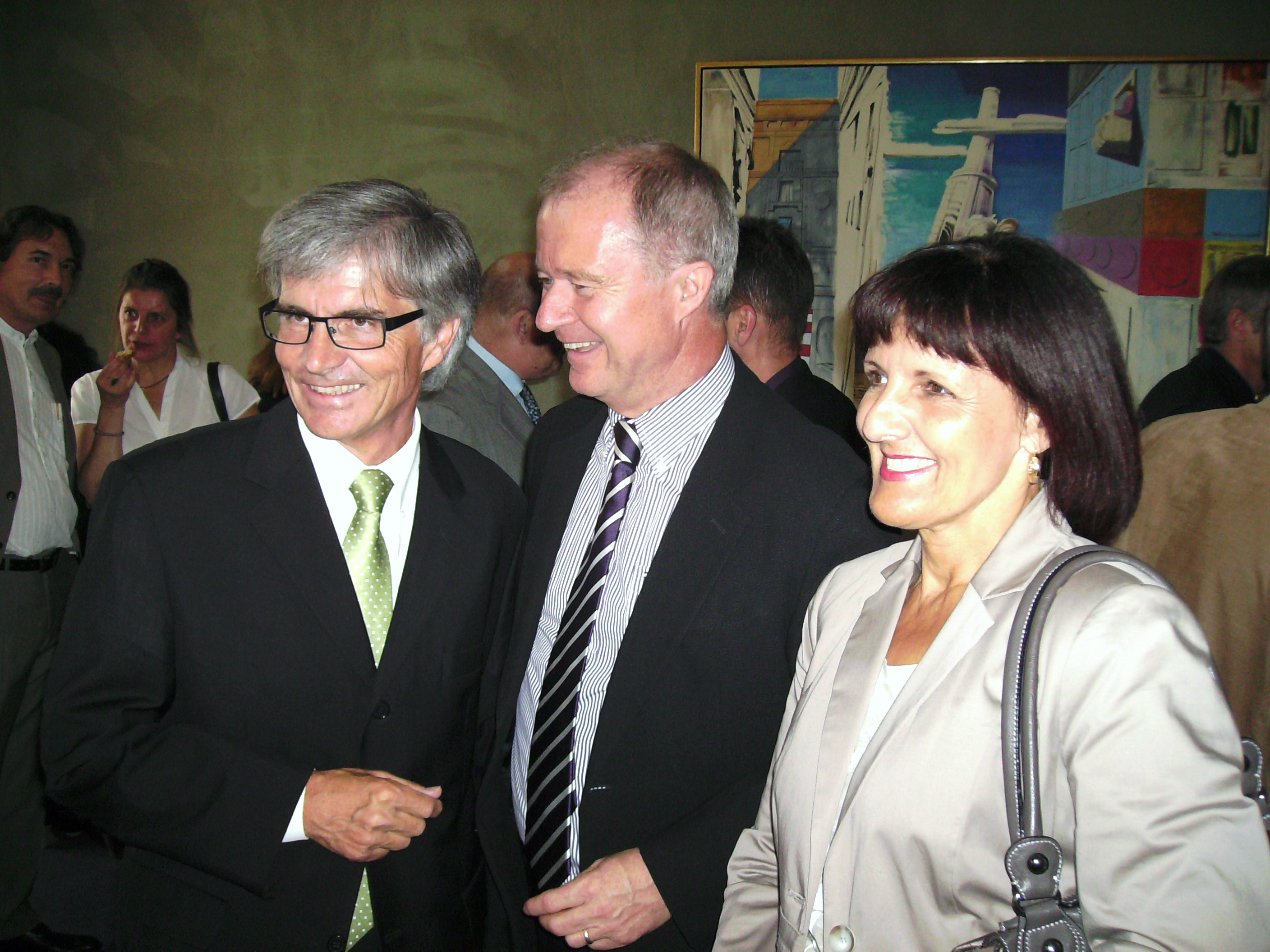
Ley (links) mit SR-Intendant Thomas Kleist und dessen Ehefrau

Hans Ley (* 31. Juli 1954 in St. Wendel; † 16. Juli 2015 in Homburg) war ein deutscher Politiker (CDU) und von 1999 bis 2015 Präsident des saarländischen Landtages.

## Ausbildung und Beruf
Nach dem Erwerb der Mittleren Reife 1972 folgte die Fachoberschule für Sozialwesen und die Fachhochschulreife 1974. Danach studierte Ley bis 1978 an der Katholischen Hochschule für Soziale Arbeit und schloss das Studium als Diplom-Sozialarbeiter ab. Von 1979 bis 1982 war er Diözesanreferent der Christlichen Arbeiterjugend (CAJ), bevor er im Anschluss daran Geschäftsführer der CDU-Fraktion im Rathaus Saarbrücken wurde.

## Familie
Ley war verheiratet und hatte einen Sohn. Er lebte mit seiner Familie in St. Wendel. Ley starb am 16. Juli 2015 im Alter von 60 Jahren nach langer und schwerer Krankheit im Universitätsklinikum des Saarlandes in Homburg.

## Partei
Ley war von 1973 bis 1986 Mitglied des Landesvorstandes der Jungen Union. Davon war er sieben Jahre stellvertretender Landesvorsitzender. Von 1979 bis 1985 war er Kreisvorsitzender der Jungen Union St. Wendel. Ab 1983 war er Mitglied im CDU Landesvorstand. Von 1985 bis 1987 war er Mitglied im Bundesvorstand der Jungen Union Deutschland. Von 1989 an war er Vorsitzender der CDU im Kreis St. Wendel, ab 1985 Mitglied des Landtages und von April 1999 bis September 1999 erster Vizepräsident des Landtages. Vom 29. September 1999 bis zu seinem Tod hatte er das Amt des Landtagspräsidenten inne.

## Sonstige Ämter
Hans Ley war Vorsitzender des Interregionalen Parlamentarierrates und Mitglied im Kuratorium der Hochschule für Soziale Arbeit, Vorsitzender im Kuratorium Stiftung Bergmannshilfswerk Luisenthal und Vorsitzender im Verein „Wir im Verein mit dir“. Ley war Sängerknabe im Chor der Benediktinerabtei St. Mauritius (Tholey), den Tholeyer Sängerknaben. Der Chor wurde 1950 gegründet und 1978 aufgelöst.